# Korama (Dogo)
Korama ist ein Dorf in der Landgemeinde Dogo in Niger.

## Geographie

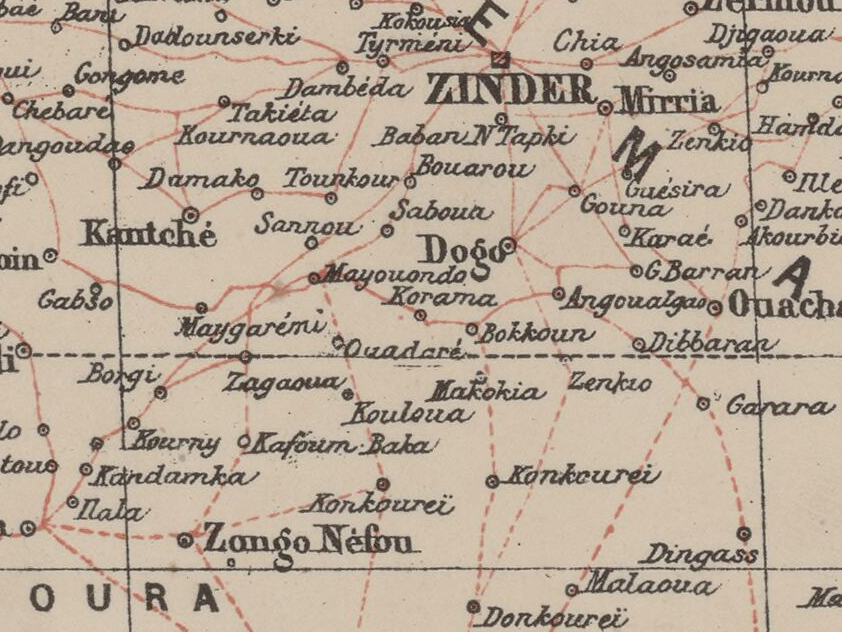
Ausschnitt einer Karte von 1903 mit Korama im Zentrum

Das von einem traditionellen Ortsvorsteher (chef traditionnel) geleitete Dorf liegt am Ufer des gleichnamigen Trockentals Korama. Es befindet sich rund 17 Kilometer südwestlich des Hauptorts Dogo der gleichnamigen Landgemeinde, die zum Departement Mirriah in der Region Zinder gehört. Zu den Siedlungen in der näheren Umgebung von Korama zählen Magéma im Nordwesten, Gojo Gojo im Nordosten, Gada Garin Gjadi im Osten und Babban Rouwa im Südosten.
Es herrscht das Klima der Sahelzone vor, mit einer durchschnittlichen jährlichen Niederschlagsmenge zwischen 300 und 400 mm. Der Doumpalmen-Hain von Korama erstreckt sich über eine Fläche von 900 Hektar. Er steht seit 1952 als forêt classée unter Naturschutz.

## Bevölkerung
Bei der Volkszählung 2012 hatte Korama 731 Einwohner, die in 136 Haushalten lebten. Bei der Volkszählung 2001 betrug die Einwohnerzahl 482 in 92 Haushalten und bei der Volkszählung 1988 belief sich die Einwohnerzahl auf 516 in 65 Haushalten.

## Wirtschaft und Infrastruktur
Bei Korama wird regenabhängiger Reisanbau praktiziert. Mit einem Centre de Santé Intégré (CSI) ist ein Gesundheitszentrum im Dorf vorhanden. Es verfügt über ein eigenes Labor und eine Entbindungsstation. Es gibt eine Schule im Ort. Die 53,24 Kilometer lange Route 743 zwischen Gada Garin Gjadi und Gidan Moutoun Daya führt durch Korama. Im Ort zweigt die 9,2 Kilometer lange Route 761 nach Magéma ab. Es handelt sich bei beiden Routen um wenig ausgebaute Landstraßen.